# Égermezei-víztározó

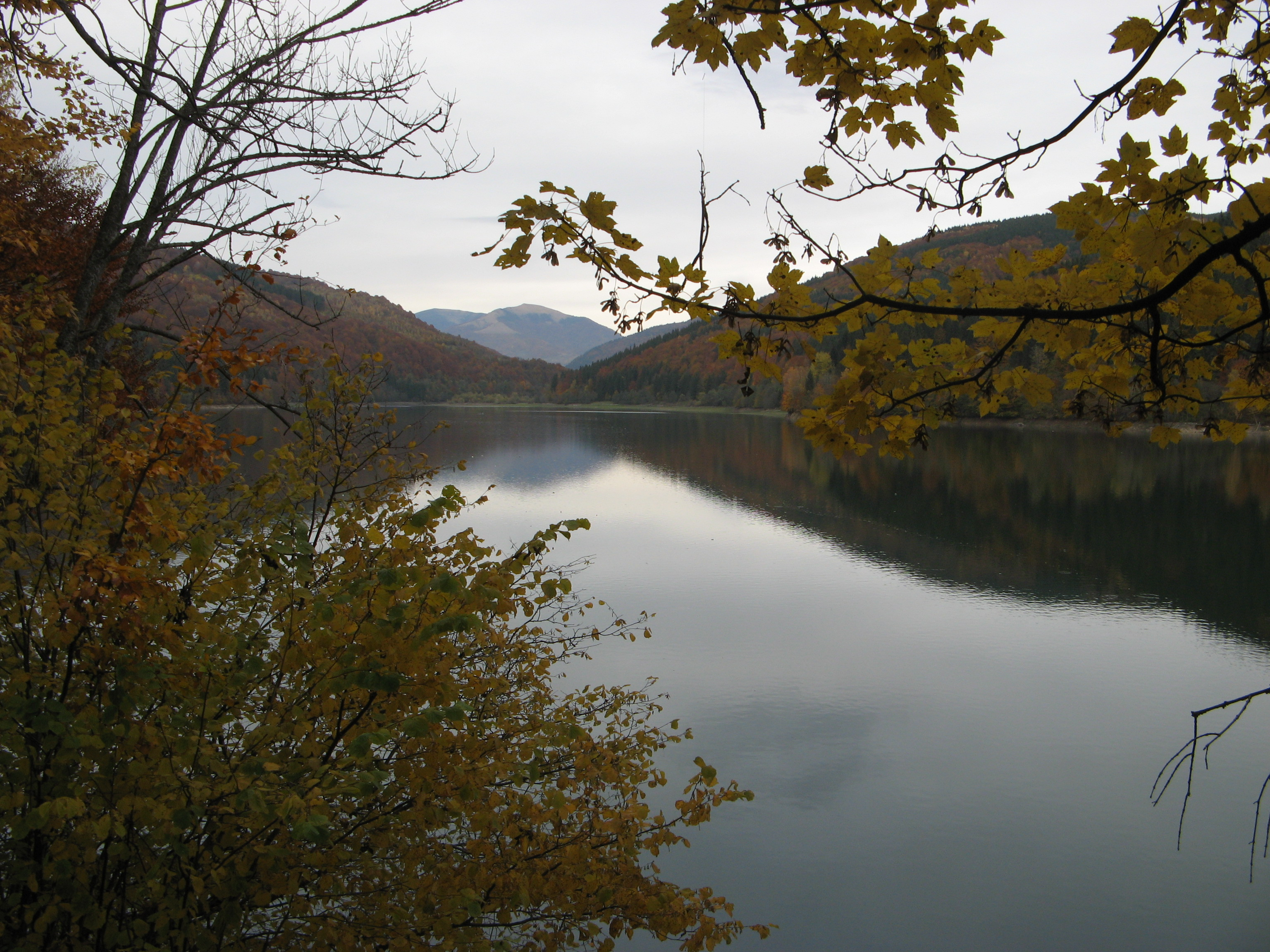
A víztározó

Az Égermezei-víztározó (ukránul: Вільшанське водосховище, Vilsanszke vodoszhoviscse) a Talabor felduzzasztásával létrejött mesterséges tó. Ukrajnában, Kárpátalja területén, Égermező közelében található. Az 1950-es években hozták létre a Talabor–Nagy-ági vízerőmű részeként. A felduzzasztott Talabor vizét 3 km hosszú csővezetéken vezetik át a mélyebben fekvő Nagy-ágba, ahol a víz 3 db, egyenként 9 MW-os generátort forgató Pelton-turbinát működtet.

## Történelem
A két világháború között a csehszlovák kormány már vizsgálta a Máramarosi-Verhovina folyóinak energetikai hasznosíthatóságát. Már ekkor felmerült az egymástól mindössze 4 km-re folyó Talabor és Nagyág közötti 210 méteres szintkülönbség kihasználása. Az elképzelés azonban csak a szovjet időszakban valósult meg, 1949 és 1956 között. A víztározó feltöltéséhez Égermezőn 161, két kisebb lakott helyen (Kriszove és Bovcar) pedig 15 ill. 10 házból kellett áttelepíteni az ott lakókat. Őket az állami áttelepítési terv teljesítése érdekében 1955-től Kárpátalján kívül helyezték el, általában akaratuk ellenére.
Később felmerült egy atomerőmű létesítése is, melynek hűtővizét a víztározó biztosította volna, de ez nem valósult meg.

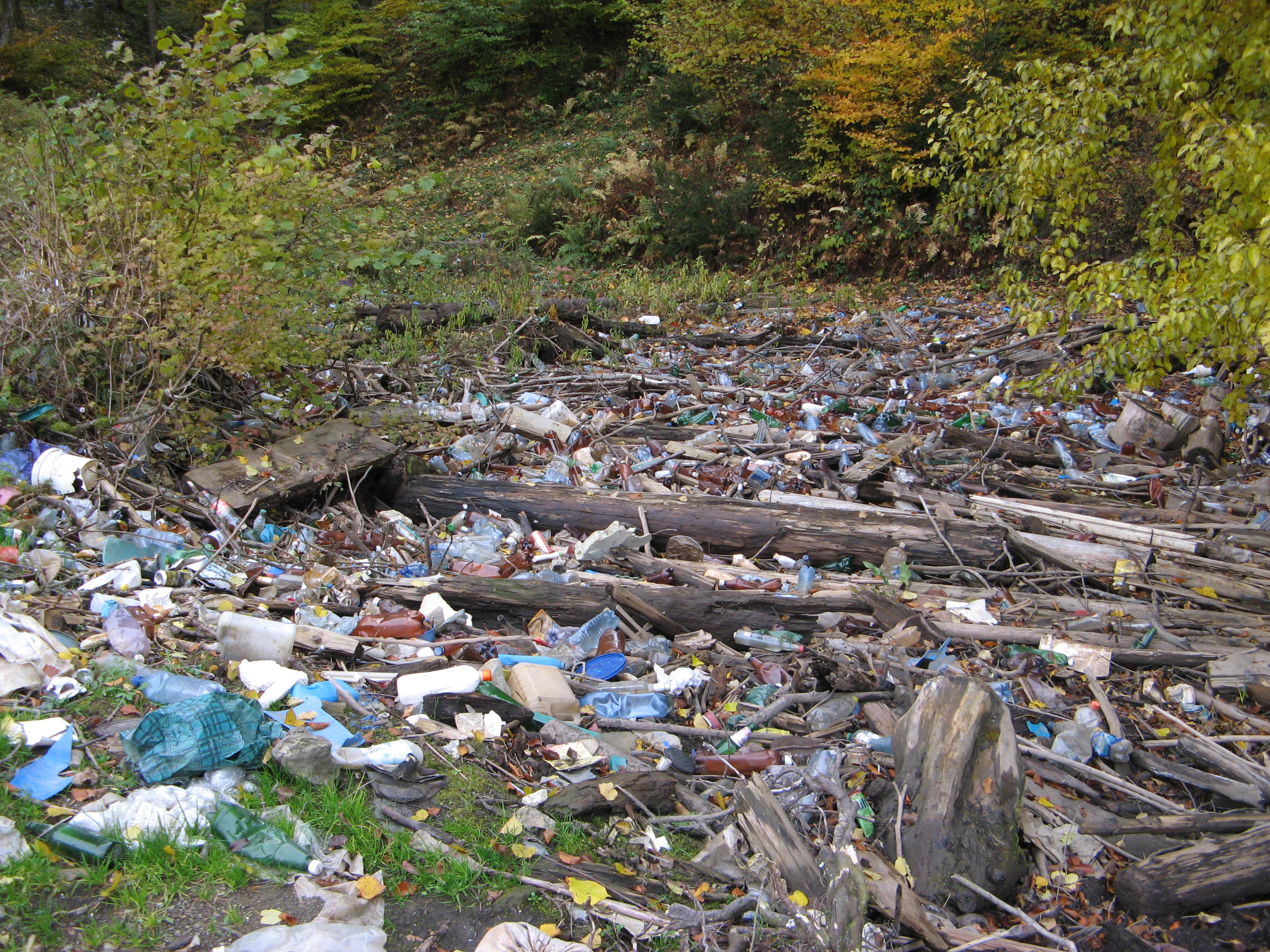
Háztartási hulladék a víztározónál

A korábbi évtizedekben kedvelt szabadidős célpont, táborozóhely volt. A 2010-es években a vízgyűjtő területén található falvak illegális hulladéklerakóiból a folyó nagy mennyiségű háztartási hulladékot mosott el, ami a duzzasztógát mögött felgyülemlett.